# Mockbuster
Een mockbuster (of knockbuster) is een film die wordt gemaakt met de klaarblijkelijke intentie om mee te liften op de publiciteit van een andere, populaire film - een blockbuster - met een soortgelijke titel of thema. Meestal worden deze films direct-naar-video uitgebracht op hetzelfde moment dat de bekendere film in de bioscoop of op dvd wordt uitgebracht. Een mockbuster wordt vaak gemaakt met een laag budget. 
Mockbusters worden regelmatig gemaakt met de bedoeling de consument te verleiden tot het (al dan niet per ongeluk) aanschaffen van een afgeleide titel (bijvoorbeeld Transmorphers, dat afgeleid is van Transformers). De titel van de mockbusters lijkt daarom vaak sterk op die van de film waar hij op mee probeert te liften. 
Mockbusters kennen een lange geschiedenis, zowel binnen Hollywood als daarbuiten. Zo werd de film The Monster of Piedras Blancas uit 1959 gemaakt om mee te liften op Creature from the Black Lagoon. Beide films gebruikten voor het monster dat erin centraal stond een kostuum ontworpen door Jack Kevan. Het succes van E.T. the Extra-Terrestrial leidde tot de mockbuster Mac and Me.
Mockbusters worden vaak opgenomen en voor het eerst uitgebracht buiten het land waar de film waar ze op mee willen liften geproduceerd is. Zo bestaan er tal van Turkse, Braziliaanse en Italiaanse mockbusters gebaseerd op Amerikaanse films. Een voorbeeld is de Turkse film Dünyayı Kurtaran Adam, een imitatie van de Star Warsfilmreeks.